# نيك سانت نيكولاس
نيك سانت نيكولاس (بالألمانية: Nick St. Nicholas)‏ هو موسيقي ألماني، ولد في 28 سبتمبر 1943 في بلون في ألمانيا.

## وصلات خارجية
- نيك سانت نيكولاس على موقع IMDb (الإنجليزية)
- نيك سانت نيكولاس على موقع ميوزك برينز (الإنجليزية)
- نيك سانت نيكولاس على موقع ديسكوغز (الإنجليزية)
- نيك سانت نيكولاس على موقع قاعدة بيانات الفيلم (الإنجليزية)